# L'astrònom (Vermeer)
|  | Aquest article tracta sobre la pintura de Johannes Vermeer. Si cerqueu l'autor de Vita Hludovici, vegeu «L'Astrònom». |

L'astrònom (en neerlandès, De astronoom) és una pintura (oli sobre llenç, 51 cm × 45 cm) de Johannes Vermeer pintada al voltant de 1668, que es troba actualment al Louvre.
Els retrats de científics van ser un tema popular al segle XVII en la pintura a Holanda. L'home representat sembla el mateix que a El Geògraf, obra similar pintada a la mateixa època. Podria ser el científic Antonie van Leeuwenhoek, un amic del pintor resident a Delft.
La professió del personatge és simbolitzada pel globus terrestre (model de Jodocus Hondius) i el llibre sobre la taula, titulat Institutiones Astronomicae Geographicae (o Manual de Metius),obert en el capítol III, una secció en la qual l'astrònom busca la inspiració de Déu. Finalment, el quadre de la paret evoca el descobriment de Moisés, representació del coneixement i la ciència.
Juntament amb A casa de l'alcahueta, El geògraf i L'astrònom és l'únic quadre datat de Vermeer.

## Història
Es coneix la història de la propietat del quadre des del 27 d'abril 1713, quan va ser venut a Rotterdam en la liquidació dels béns d'un col·leccionista desconegut (possiblement Adriaen Paets o el seu pare, de Rotterdam), juntament amb el quadre El Geògraf. Es creu que el comprador va ser Hendrik Sorgh, els béns del qual es van vendre a Amsterdam el 28 de març 1720, i incloïen tant L'Astrònom com El Geògraf, descrits al catàleg com ‘Een Astrologist: door Vermeer van Delft, extra punk’ (un astròleg de Vermeer de Delft, de primera categoria ) i ‘Een weerga, van ditto, niet minder’ (Similar a l'abans esmentat, no menys).
Entre 1881 i 1888 va ser venut pel marxant d'art de París Léon Gauchez al banquer i col·leccionista Alphonse James de Rothschild, després de la mort del qual va ser heretat pel seu fill, Édouard Alphonse James de Rothschild. L'any 1940, després de la invasió alemanya de París en la segona guerra mundial el quadre va ser confiscat per l'anomenat Einsatzstab Reichsleiter Rosenberg für die Besetzten Gebiete, o Equip d'Intervenció del Governador Rosenberg, una secció del partit nacionalsocialista alemany dedicada a la confiscació d'obres d'art als territoris ocupats. Una petita esvàstica va ser estampada amb tinta negra en la part posterior del llenç. La pintura va ser retornada als Rothschild després de la guerra, i va ser adquirida posteriorment per l'Estat francès com a part de pagaments d'impostos pendents per herències, i des de 1983 s'exhibeix en el Museu del Louvre.